# Museu Municipal de Arqueologia de Loulé
O Museu Municipal de Arqueologia de Loulé, igualmente conhecido como Museu Municipal de Loulé ou Museu Arqueológico de Loulé, é um edifício cultural na cidade de Loulé, na região do Algarve, em Portugal. Ocupa parte da antiga alcaidaria do Castelo de Loulé.

## Descrição e história
O museu situa-se no interior do castelo de Loulé, no centro histórico de Loulé. Ocupa a antiga alcaidaria, que foi originalmente construída na Idade Média, e que era a residência do alcaide, posição correspondente ao moderno presidente da Câmara Municipal. Neste espaço encontram-se as salas de exposição, enquanto que na antiga Capela do Convento do Espírito Santo foram instalados o depósito e o laboratório. A alcaidaria foi parcialmente instalada sobre estruturas habitacionais do período islâmico, cujos vestígios foram integrados no museu, consistindo principalmente em paredes e arcos massivos em pedra e tijolos. Uma das salas de exposição do museu foi concebida de forma a ter parte do pavimento em vidro, de forma a permitir uma melhor visualização das ruínas.
O acervo do museu é composto por um vasto conjunto de materiais encontrados no concelho em várias escavações arqueológicas, incluindo algumas peças que foram cedidas pelo Museu Nacional de Arqueologia, em Lisboa. Abrange um período temporal muito longo, desde a pré-história até aos finais da Idade Moderna, passando pelo período romano e pela Idade Média cristã e islâmica. O museu também encerra um rico conjunto de documentação histórica, etnografia e arqueologia industrial.
Como parte das suas funções, também edita a revista Raízes, que tem como finalidade divulgar o espólio e os eventos organizados pelo museu, tanto nas suas instalações centrais como nos seus vários núcleos espalhados pelo concelho.
 Em 2018, estes eram compostos pelos Pólos Museológicos dos Frutos Secos da Cozinha Tradicional em Loulé, Cândido Guerreiro e Condes de Alte, na aldeia de Alte, da Água em Querença, e o Pólo Museológico de Salir.
O museu foi instalado como parte de um programa de revitalização da antiga alcaidaria, tendo sido inaugurado em 25 de Maio de 1995, com plano de arquitectura e museografia elaborado por Mário Varela Gomes. Aquando da inauguração contava apenas com duas salas de exposições, tendo passado a ter três na sequência de obras de renovação, em 1999.